# 175259 Offenberger
175259 Offenberger este un asteroid din centura principală de asteroizi.

## Descriere
175259 Offenberger este un asteroid din centura principală de asteroizi. A fost descoperit pe 10 mai 2005 la Saint-Sulpice de Bernard Christophe. Asteroidul prezintă o orbită caracterizată de o semiaxă mare de 3,16 ua, o excentricitate de 0,24 și o înclinație de 10,7° în raport cu ecliptica.